# جاك روبينسون
جاك روبينسون (بالإنجليزية: Jack Robinson)‏ (مواليد 1 سبتمبر 1993)، هو لاعب كرة قدم كان يلعب كمدافع.

## وصلات خارجية
- جاك روبينسون على موقع الاتحاد الأوربي (الإنجليزية)
- جاك روبينسون على موقع قاعدة بيانات كرة القدم.إي يو (الإنجليزية)
- جاك روبينسون على موقع Soccerbase.com (لاعب) (الإنجليزية)
- جاك روبينسون على موقع Soccerway.com (الإنجليزية)
- جاك روبينسون على موقع عالم كرة القدم.نت (الإنجليزية)
- جاك روبينسون على موقع AS.com (الإسبانية)